# Dacrycarpus imbricatus
Dacrycarpus imbricatus — вид хвойных растений рода Dacrycarpus семейства подокарповые.

## Описание

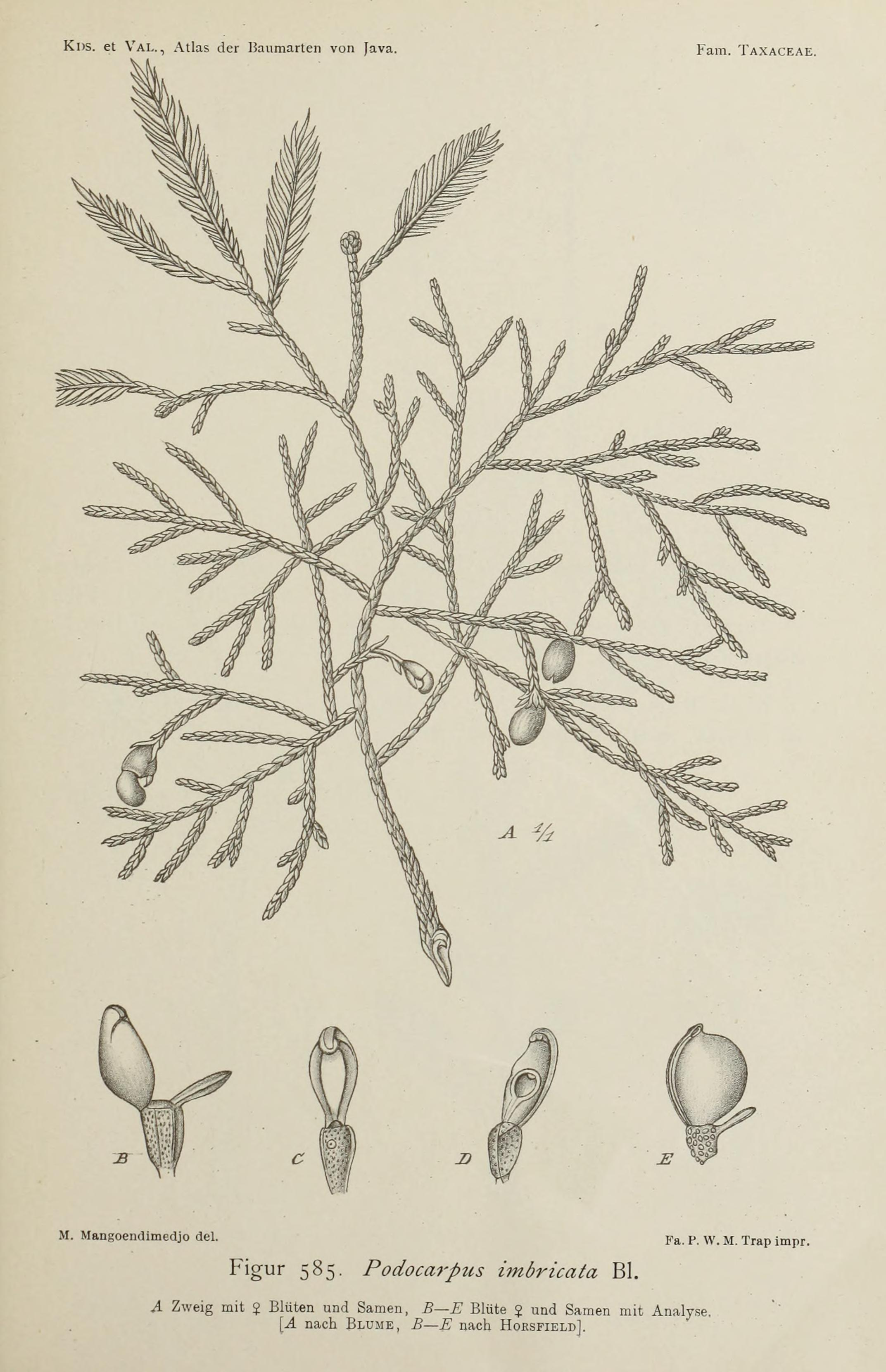
Ботаническая иллюстрация из книги Карла Людвига Блюме

Деревья до 50 м в высоту и 50—70 см в диаметре, с прямым чистым стволом до 20 м и часто куполообразной кроной. Ветви широкие, нижние часто повисшие. Кора красно-коричневая и морщинистая. Внутренняя кора оранжевая, с коричневой смолой. Листья несовершеннолетних двухрядное, близкий к линейному (6) 10—17 мм длиной 1,2—2,2 мм шириной, постепенно теряет двухрядный привычку, как дерево созревает. Листья на старых деревьев становятся главным образом чешуевидными, 1—3 на 0,4—0,6 мм. Мужские шишки подмышечные, 1 см в длину. Женские шишки одиночные или сгруппированные по два на кончике веточки, но только одна плодородная. Семена яйцевидные, 0,5—0,6 см, глянцевые, красное при созревании.

## Распространение и экология
Растение распространено в следующих странах: Камбоджа, Китай (провинции Гуанси, Хайнань, Юньнань) Фиджи, Индонезия (Ява, Малые Зондские острова, Западная Новая Гвинея, Сулавеси, Суматра), Лаос, Малайзия, Папуа Новая Гвинея (архипелаг Бисмарка) Филиппины, Таиланд, Вануату, Вьетнам. Встречается в первичных и вторичных от низко- до среднегорных дождевых лесах на высотах от 200 до примерно 3000 м над уровнем моря, хотя наиболее часто между 500 и 2000 м над уровнем моря.

## Использование
Из коры выделен 20-гидроксиэкдизон, обладающий противолейкозным действием.
Красная кора дерева используется для строительства домов, мебели и ряда других изделий.

## Угрозы и охрана
В большинстве районов своего большого ареала этот вид высоко ценится за мягкую, упругую древесину. Преобразование лесов для плантаций масличной пальмы и других сельскохозяйственных культур также является угрозой для сохранения вида в некоторых районах. Вид известен по произрастанию на защищенных областях во всём ареале. В Китае и Вьетнаме этот вид был внесён в список уязвимых на национальном уровне.